# NSU Prinz Sport
La NSU Prinz Sport (o anche Sport-Prinz) è una piccola autovettura coupé prodotta dalla casa automobilistica tedesca NSU dal 1959 al 1967.

## Profilo e storia

### Debutto
Allo scopo di conferire un'immagine sportiva alle proprie automobili utilitarie, la NSU incaricò la carrozzeria Bertone di studiare una versione sportiva del modello Prinz. Il disegno venne affidato a Franco Scaglione che riuscì a concludere, nonostante le ridotte dimensioni, una equilibrata linea sportiva che suggeriva una vaga somiglianza alla Alfa Romeo Giulietta Sprint, realizzata dallo stesso designer. Il prototipo, corrispondente quasi del tutto alla vettura definitiva, venne ultimato nel luglio del 1958. Dopo alcune modifiche di dettaglio, ecco che nel settembre dello stesso anno avvenne la presentazione alla stampa, mentre il mese successivo la vettura fu svelata in anteprima mondiale al Salone di Parigi.

### Caratteristiche
Sul piano del design, la vettura apparve da subito assai gradevole nelle linee, merito della maestria di un grande designer come Scaglione, già autore di un capolavoro come la Giulietta Sprint, e che di lì a poco avrebbe lasciato la Bertone per incomprensioni con il patron Nuccio. Linee tipiche della fine degli anni '50 disegnano un corpo vettura filante: il frontale era caratterizzato da fari seminglobati nei parafanghi, da una sottile calandra costituita in pratica da un "baffo" cromato e da un cofano motore tagliato in due da un inserto cromato longitudinale; lateralmente, le linee di fiancata erano quasi completamente lisce se si escludono gli inserti cromati sottoporta e quelli che partivano poco dietro i fari per terminare a metà portiera. Proprio la vista laterale permette di apprezzare la firma delle vetture disegnate in quegli anni da Bertone, con un padiglione assai spiovente che ben si va a raccordare con la coda provvista di pinne. La stessa dirigenza NSU riconobbe che la vettura avrebbe potuto assumere un aspetto ancor più slanciato se solo il passo fosse stato leggermente più lungo. Ma per ragioni di contenimento dei costi, si decise comunque di utilizzare il pianale della Prinz Typ 40. Internamente, la Sport-Prinz era fondamentalmente configurata come una vettura a due posti: spazio a buoni livelli nei posti anteriori, mentre posteriormente era presente una piccola panchetta destinata in effetti al trasporto di bagagli, ma che all'occorrenza poteva ospitare due bambini. Lo spazio a disposizione per i bagagli era quindi piuttosto limitato, anche contando la possibilità di utilizzare il piccolo vano ricavato nel cofano anteriore. Per quanto riguarda invece il posto guida, ad un'impostazione sportiveggiante di carrozzeria e seduta del conducente faceva da contraltare l'impostazione del cockpit, con un volante ritenuto troppo orizzontale dalla stampa dell'epoca e quindi troppo simile alla tranquilla utilitaria da cui la Sport-Prinz prendeva origine. Nel complesso, però, la vettura si presentò decisamente curata nelle finiture e fra le "chicche" era presente un vano per installare l'autoradio.
Come la Prinz, così anche la Sport-Prinz nasceva sullo stesso telaio a piattaforma con sospensioni a ruote indipendenti sia davanti che dietro, con avantreno a trapezio oscillante, retrotreno a leve triangolari oscillanti, sterzo a cremagliera ed impianto frenante idraulico a quattro tamburi. Il motore utilizzato era il già noto bicilindrico raffreddato ad aria con cilindrata di 583 cm³, che per la Sport-Prinz venne rivisitato in maniera tale che la potenza massima salisse da 20 a 30 CV DIN. La velocità massima dichiarata dalla Casa era di 130 km/h, un ottimo dato favorito anche (e soprattutto) dal peso ridotto a soli 560 kg, che fra l'altro consentiva anche di limitare i consumi. Quanto al comparto trasmissione, la Sport-Prinz era equipaggiata con un cambio manuale a 4 marce.

### Carriera commerciale

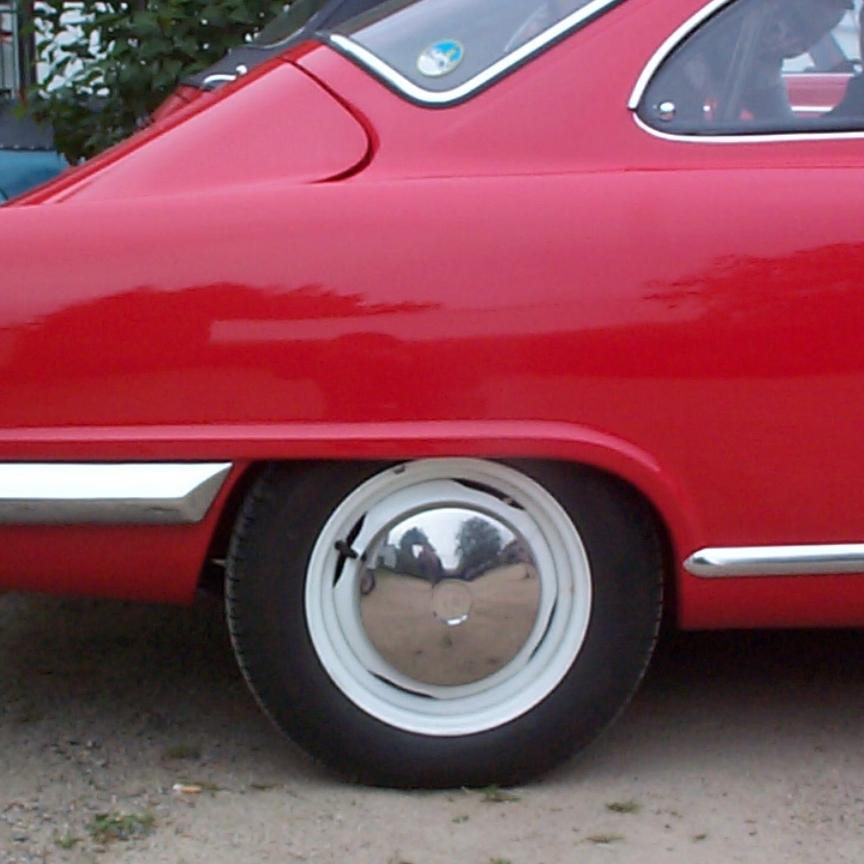
Cerchio di una delle prime Sport-Prinz, riconoscibile per le quattro fessure in fondo al canale del cerchio stesso e che sarebbero sparite già dal 1960

La produzione iniziò nel 1959 presso la Bertone, per proseguire anche negli stabilimenti della NSU, vista l'inattesa richiesta. Il ritmo produttivo raggiunse 110 esemplari al giorno in Germania e 100 esemplari al giorno presso la Bertone. Nel 1960 la Sport-Prinz ricevette dalla nuova Prinz III le nuove molle ad escursione maggiorata e la barra stabilizzatrice, ma anche un nuovo impianto di riscaldamento. La Sport-Prinz in questo nuovo allestimento era riconoscibile esternamente dai cerchi, sempre da 12 pollici, ma che talvolta persero le sottili aperture (quattro per ogni cerchio) situate in fondo al canale del cerchio stesso. Nel 1961 il motore venne rialesato di un solo millimetro, quanto basta per passare da 583 a 598 cm³, ossia lo stesso motore della nuova Prinz IV in procinto di essere lanciata di lì a pochi mesi. Il nuovo motore non fu caratterizzato solo dall'aumento di cilindrata, ma anche da un'erogazione più fluida. Furono inoltre apportate alcune altre rivisitazioni, in particolare al sistema di lubrificazione, ragion per cui l'intervallo di cambio dell'olio salì da 4000 a 7500 km. All'inizio del 1962 cessò la produzione presso lo stabilimento Bertone: quello di Neckarsulm rimase quindi l'unico sito in cui la Sport-Prinz continuò ad essere assemblata. Nel febbraio dello stesso anno, la vettura ricevette una dotazione più ricca e ancor più curata, comprendente fra l'altro un orologio, l'indicatore del livello carburante e nuovi sedili ridisegnati e più avvolgenti, senza contare l'arrivo di nuovi rivestimenti interni.
In Europa, ed in particolare in madrepatria, la piccola vettura sportiva ottenne un discreto successo, con quasi diecimila esemplari prodotti fino al 1962. Fece eccezione solo il mercato italiano, dove i due soli posti ed il prezzo elevato di 1.148.104 Lire in strada nel 1960, quando la Fiat 500 costava meno di mezzo milione, ne rallentarono notevolmente la vendita.
Nel novembre del 1964, la Sport-Prinz ricevette un nuovo impianto frenante all'avantreno, dotato di dischi anteriori, questi ultimi mutuati dalla Prinz 1000. Nello stesso periodo vi fu anche l'arrivo di nuovi pneumatici tubeless, sempre per cerchi da 12 pollici. Durante l'ultima fase della sua commercializzazione, la Sport-Prinz cessò di essere prodotta a Neckarsulm e le linee di montaggio vennero trasferite ad Heilbronn nello stabilimento già di proprietà della carrozzeria Drauz, rilevata già l'anno prima proprio dalla NSU. La produzione della Sport-Prinz cessò alla fine del 1967: in totale ne furono prodotti 20.831 esemplari, di cui 2.715 assemblati direttamente dalla Bertone.

## Dati tecnici
I dati fra parentesi indicano gli eventuali aggiornamenti avvenuti nel corso della carriera commerciale della Sport-Prinz.
| Caratteristiche tecniche - NSU Sport-Prinz (1959-67)                                                                   | Caratteristiche tecniche - NSU Sport-Prinz (1959-67) | Caratteristiche tecniche - NSU Sport-Prinz (1959-67) | Caratteristiche tecniche - NSU Sport-Prinz (1959-67) | Caratteristiche tecniche - NSU Sport-Prinz (1959-67) | Caratteristiche tecniche - NSU Sport-Prinz (1959-67) |
| --- | --- | --- | --- | --- | --- |
| | | | | | |
| Configurazione | | | | | |
| Carrozzeria: Coupé | Carrozzeria: Coupé | Posizione motore: posteriore | Posizione motore: posteriore | Trazione: posteriore | Trazione: posteriore |
| Dimensioni e pesi | | | | | |
| Ingombri (lungh.×largh.×alt. in mm): 3600 × 1480 × 1230                                                                | Ingombri (lungh.×largh.×alt. in mm): 3600 × 1480 × 1230 | Ingombri (lungh.×largh.×alt. in mm): 3600 × 1480 × 1230 | Ingombri (lungh.×largh.×alt. in mm): 3600 × 1480 × 1230 | Diametro minimo sterzata: 8,6 m | Diametro minimo sterzata: 8,6 m |
| Interasse: 2000 mm | Interasse: 2000 mm | Carreggiate: anteriore 1200 - posteriore 1200 mm | Carreggiate: anteriore 1200 - posteriore 1200 mm | Altezza minima da terra: | Altezza minima da terra: |
| Posti totali: 2 | Posti totali: 2 | Bagagliaio: 450 dmc | Bagagliaio: 450 dmc | Serbatoio: 25 l | Serbatoio: 25 l |
| Masse | a vuoto: 555 kg | a vuoto: 555 kg | a vuoto: 555 kg | a vuoto: 555 kg | a vuoto: 555 kg |
| Meccanica | | | | | |
| Tipo motore: 2 cilindri in linea a quattro tempi raffreddato ad aria forzata e dotato di camere di scoppio emisferiche | Tipo motore: 2 cilindri in linea a quattro tempi raffreddato ad aria forzata e dotato di camere di scoppio emisferiche | Tipo motore: 2 cilindri in linea a quattro tempi raffreddato ad aria forzata e dotato di camere di scoppio emisferiche | Cilindrata: (Alesaggio x corsa = 75 x 66 mm; 76 x 66 mm dall'inizio del 1961) 583 (598 dall'inizio del 1961) cm³ | Cilindrata: (Alesaggio x corsa = 75 x 66 mm; 76 x 66 mm dall'inizio del 1961) 583 (598 dall'inizio del 1961) cm³ | Cilindrata: (Alesaggio x corsa = 75 x 66 mm; 76 x 66 mm dall'inizio del 1961) 583 (598 dall'inizio del 1961) cm³ |
| Distribuzione: monoalbero azionato da biellismo eccentrico                                                             | Distribuzione: monoalbero azionato da biellismo eccentrico | Distribuzione: monoalbero azionato da biellismo eccentrico | Alimentazione: un carburatore invertito Bing 7/28/12 (dal febbraio 1962: Solex 34 PCI) | Alimentazione: un carburatore invertito Bing 7/28/12 (dal febbraio 1962: Solex 34 PCI) | Alimentazione: un carburatore invertito Bing 7/28/12 (dal febbraio 1962: Solex 34 PCI) |
| Prestazioni motore | Potenza: 30 CV DIN a 5500 giri/min (36 CV SAE a 5500 giri/min) / Coppia: 4,3 kgm a 3000 giri/min | Potenza: 30 CV DIN a 5500 giri/min (36 CV SAE a 5500 giri/min) / Coppia: 4,3 kgm a 3000 giri/min | Potenza: 30 CV DIN a 5500 giri/min (36 CV SAE a 5500 giri/min) / Coppia: 4,3 kgm a 3000 giri/min | Potenza: 30 CV DIN a 5500 giri/min (36 CV SAE a 5500 giri/min) / Coppia: 4,3 kgm a 3000 giri/min | Potenza: 30 CV DIN a 5500 giri/min (36 CV SAE a 5500 giri/min) / Coppia: 4,3 kgm a 3000 giri/min |
| Accensione: a spinterogeno con anticipo automatico meccanico                                                           | Accensione: a spinterogeno con anticipo automatico meccanico | Accensione: a spinterogeno con anticipo automatico meccanico | Impianto elettrico: a 12 volt con dinamo e batteria | Impianto elettrico: a 12 volt con dinamo e batteria | Impianto elettrico: a 12 volt con dinamo e batteria |
| Frizione: monodisco a secco                                                                                            | Frizione: monodisco a secco | Frizione: monodisco a secco | Cambio: 4 marce sincronizzate + retromarcia, comando a leva centrale | Cambio: 4 marce sincronizzate + retromarcia, comando a leva centrale | Cambio: 4 marce sincronizzate + retromarcia, comando a leva centrale |
| Telaio | | | | | |
| Corpo vettura | a pianale | a pianale | a pianale | a pianale | a pianale |
| Sterzo | a cremagliera | a cremagliera | a cremagliera | a cremagliera | a cremagliera |
| Sospensioni | anteriori: a ruote indipendenti, trapezio trasversale oscillante, mollone elicoidale e ammortizzatore idrotelescopico coassiale (barra stabilizzatrice a partire dall'ottobre 1960) / posteriori: a ruote indipendenti, leve triangolari oscillanti, mollone elicoidale e ammortizzatore idrotelescopico oscillante | anteriori: a ruote indipendenti, trapezio trasversale oscillante, mollone elicoidale e ammortizzatore idrotelescopico coassiale (barra stabilizzatrice a partire dall'ottobre 1960) / posteriori: a ruote indipendenti, leve triangolari oscillanti, mollone elicoidale e ammortizzatore idrotelescopico oscillante | anteriori: a ruote indipendenti, trapezio trasversale oscillante, mollone elicoidale e ammortizzatore idrotelescopico coassiale (barra stabilizzatrice a partire dall'ottobre 1960) / posteriori: a ruote indipendenti, leve triangolari oscillanti, mollone elicoidale e ammortizzatore idrotelescopico oscillante | anteriori: a ruote indipendenti, trapezio trasversale oscillante, mollone elicoidale e ammortizzatore idrotelescopico coassiale (barra stabilizzatrice a partire dall'ottobre 1960) / posteriori: a ruote indipendenti, leve triangolari oscillanti, mollone elicoidale e ammortizzatore idrotelescopico oscillante | anteriori: a ruote indipendenti, trapezio trasversale oscillante, mollone elicoidale e ammortizzatore idrotelescopico coassiale (barra stabilizzatrice a partire dall'ottobre 1960) / posteriori: a ruote indipendenti, leve triangolari oscillanti, mollone elicoidale e ammortizzatore idrotelescopico oscillante |
| Freni | anteriori: a tamburo a comando idraulico (anteriori a disco a partire dal novembre 1964) / posteriori: a tamburo a comando idraulico | anteriori: a tamburo a comando idraulico (anteriori a disco a partire dal novembre 1964) / posteriori: a tamburo a comando idraulico | anteriori: a tamburo a comando idraulico (anteriori a disco a partire dal novembre 1964) / posteriori: a tamburo a comando idraulico | anteriori: a tamburo a comando idraulico (anteriori a disco a partire dal novembre 1964) / posteriori: a tamburo a comando idraulico | anteriori: a tamburo a comando idraulico (anteriori a disco a partire dal novembre 1964) / posteriori: a tamburo a comando idraulico |
| Pneumatici | 4,40-12 (4,80-12 dall'ottobre 1960; 5,00-12 dal novembre 1964) | 4,40-12 (4,80-12 dall'ottobre 1960; 5,00-12 dal novembre 1964) | 4,40-12 (4,80-12 dall'ottobre 1960; 5,00-12 dal novembre 1964) | 4,40-12 (4,80-12 dall'ottobre 1960; 5,00-12 dal novembre 1964) | 4,40-12 (4,80-12 dall'ottobre 1960; 5,00-12 dal novembre 1964) |
| Prestazioni dichiarate                                                                                                 | | | | | |
| Velocità: 130 km/h | Velocità: 130 km/h | Velocità: 130 km/h | Accelerazione: | Accelerazione: | Accelerazione: |
| Consumi | normalizzato dichiarato dal costruttore: 6,2 l/100 km | normalizzato dichiarato dal costruttore: 6,2 l/100 km | normalizzato dichiarato dal costruttore: 6,2 l/100 km | normalizzato dichiarato dal costruttore: 6,2 l/100 km | normalizzato dichiarato dal costruttore: 6,2 l/100 km |
| Altro | | | | | |
| Prestazioni rilevate                                                                                                   | velocità massima 120,240 km/h; 0-100 km/h in 34 secondi; consumo: extraurbano 4,6-6,6 l/100 km; urbano 6,2-8 l/100 km | velocità massima 120,240 km/h; 0-100 km/h in 34 secondi; consumo: extraurbano 4,6-6,6 l/100 km; urbano 6,2-8 l/100 km | velocità massima 120,240 km/h; 0-100 km/h in 34 secondi; consumo: extraurbano 4,6-6,6 l/100 km; urbano 6,2-8 l/100 km | velocità massima 120,240 km/h; 0-100 km/h in 34 secondi; consumo: extraurbano 4,6-6,6 l/100 km; urbano 6,2-8 l/100 km | velocità massima 120,240 km/h; 0-100 km/h in 34 secondi; consumo: extraurbano 4,6-6,6 l/100 km; urbano 6,2-8 l/100 km |
| Note | Prestazioni rilevate da Quattroruote | Prestazioni rilevate da Quattroruote | Prestazioni rilevate da Quattroruote | Prestazioni rilevate da Quattroruote | Prestazioni rilevate da Quattroruote |
| Fonte dei dati: Prove su strada - N.S.U. "Prinz Coupé" - Quattroruote settembre 1960                                   | | | | | |